# Clowwewalla
Clowwewalla. (Fall Indijanci, Tumwater Indijanci, Willamette Indijanci, Clowwewallah, GiLa'wewalamt), pleme Chinookan Indijanaca, prema Swantonu, ogranak su Clackamasa, nastanjeno kod slapova rijeke Willamette. Sastojali su se od bandi Cushook, Chahcowah (Charcowa), i Nemalquinner. 
Prema Lewisu i Clarku (1805. – 6.) bilo je 650 Cushooksa. Mooney je 1928. procijenio da ih je svih skupa bilo 900 (1780.). Broj im ipak opada zbog epidemija koje ih pogađaju 1829., a 1851. preostalo ih je 13 na zapadnoj obali nasuiprot Oregon Cityja. Godine 1855. obuhvaćeni su Daytonskim ugovorom po kojem odlaze na rezervat grande Ronde.
Ostali nazivi za njih su: Claugh-e-wall-hah, Clough-e-wal-hah, Clough-e-wall-hah, Katlawewalla, Keowewallahs, Thlowiwalla, Tummewatas.

## Vanjske poveznice
- vidi pod Chinook Tribes